# رينيه ماري
رينيه ماري (بالإنجليزية: René Marie)‏ هي عازفة الجاز ومغنية وملحنة ومغنية مؤلفة أمريكية، ولدت في 7 نوفمبر 1955 في وارينتون في الولايات المتحدة.

## وصلات خارجية
- رينيه ماري على موقع ميوزك برينز (الإنجليزية)
- رينيه ماري على موقع ديسكوغز (الإنجليزية)